# 比良駅 (滋賀県)

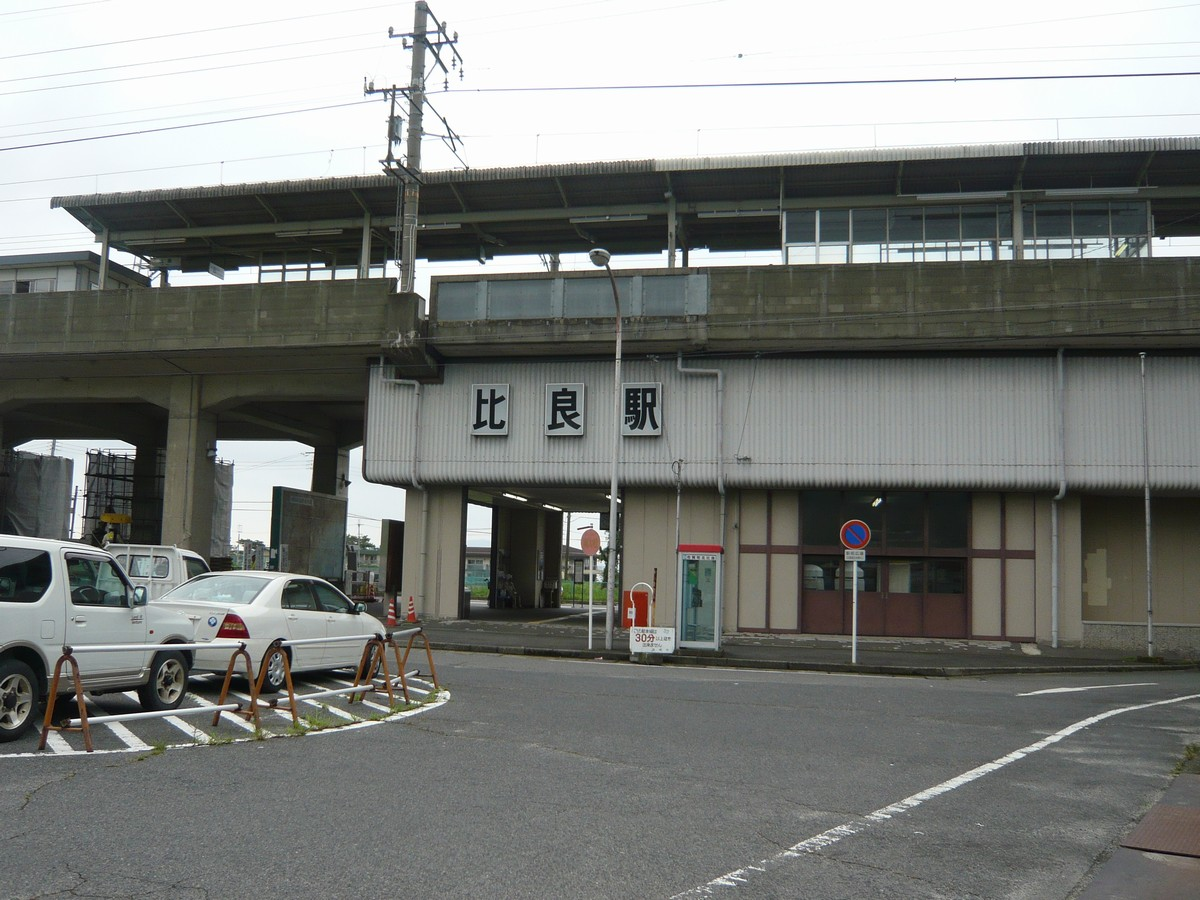
駅舎（2007年8月、山側）

比良駅（ひらえき）は、滋賀県大津市北比良居本にある、西日本旅客鉄道（JR西日本）湖西線の駅である。駅番号はJR-B20。

## 歴史
- 1974年（昭和49年）7月20日：日本国有鉄道湖西線の開通と同時に開業[2]。旅客のみを取り扱う駅員無配置駅[3]。
- 1987年（昭和62年）4月1日：国鉄分割民営化により、西日本旅客鉄道の駅となる[4]。
- 2003年（平成15年）11月1日：ICカード「ICOCA」の利用が可能となる。
- 2016年（平成28年）3月26日：ダイヤ改正に伴い、緩行線電車の乗り入れが廃止される。
- 2017年（平成29年）10月22日：台風21号の影響で当駅付近の架線柱9本が倒壊。10月25日の始発まで運転を見合わせる事態となった。
- 2018年（平成30年）3月17日：駅ナンバリングが導入され、使用を開始。
- 2023年（令和5年）3月16日：エレベーターとバリアフリートイレの使用を開始[5]。
- 2025年（令和7年）6月30日：出札窓口の営業を終了[6]。

## 駅構造
島式ホーム1面2線を持つ高架駅になっている。分岐器や絶対信号機を持たないため、停留所に分類される。改札口は地上に1か所のみ。自動改札機は簡易式である。
堅田駅が管理し、JR西日本交通サービスが駅業務を受託する業務委託駅であるが、朝と夕方以降は無人となる。ICOCA利用可能駅（相互利用可能ICカードはICOCAの項を参照）。また、自動券売機が設置されている。

### のりば

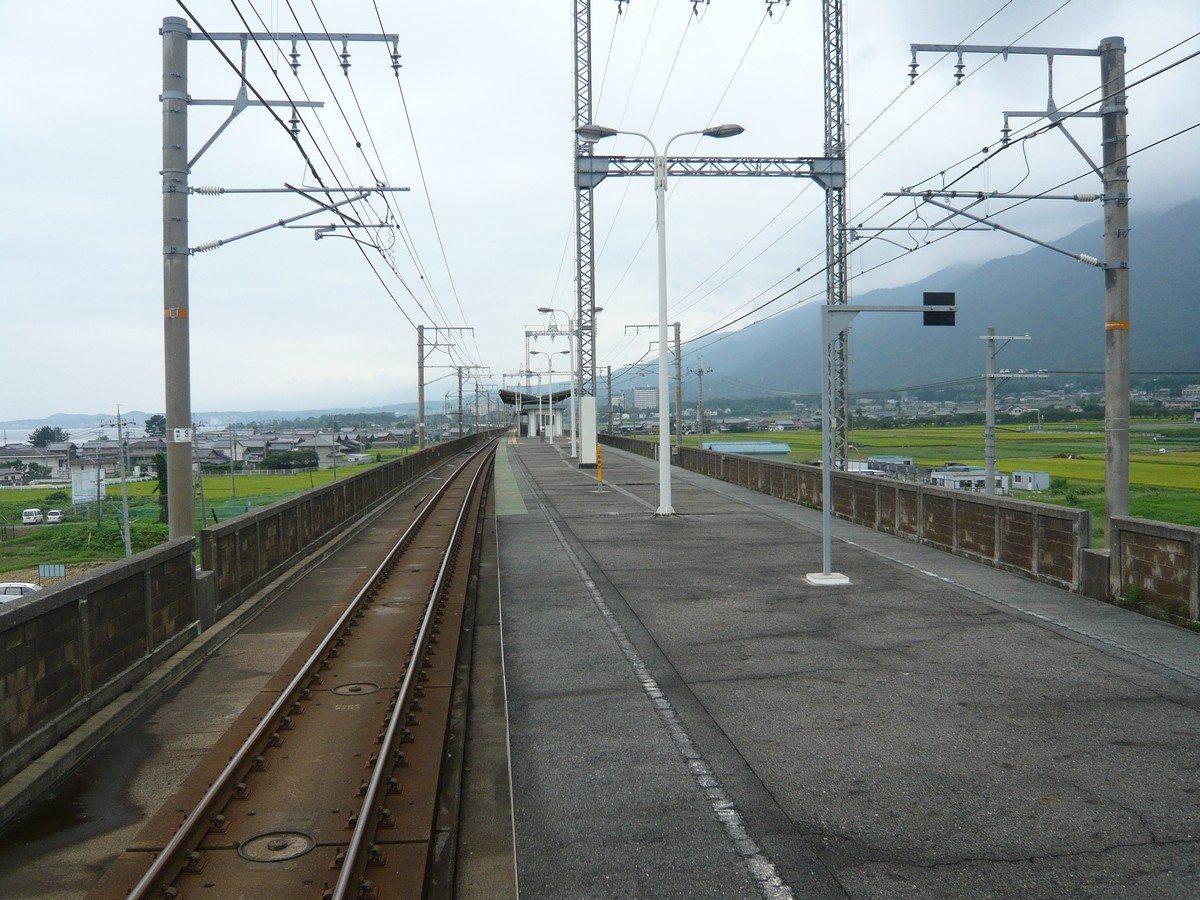
ホーム（2007年8月）

| のりば | 路線   | 方向 | 行先               |
| ------ | ------ | ---- | ------------------ |
| 1      | 湖西線 | 下り | 近江今津・敦賀方面 |
| 2      | 湖西線 | 上り | 堅田・京都方面     |

- のりばには待合室が設置されている。

- ホーム（2007年8月）

## 利用状況
「滋賀県統計書」によると、1日平均の乗車人員は以下の通りである。JR西日本の移動等円滑化取組報告書によれば、2023年度の1日当たりの利用者数は2,848人。
| 年度   | 1日平均 乗車人員 | 出典        |
| ------ | ---------------- | ----------- |
| 1992年 | 791              | [ 統計 2 ]  |
| 1993年 | 780              | [ 統計 3 ]  |
| 1994年 | 781              | [ 統計 4 ]  |
| 1995年 | 780              | [ 統計 5 ]  |
| 1996年 | 757              | [ 統計 6 ]  |
| 1997年 | 769              | [ 統計 7 ]  |
| 1998年 | 768              | [ 統計 8 ]  |
| 1999年 | 792              | [ 統計 9 ]  |
| 2000年 | 745              | [ 統計 10 ] |
| 2001年 | 746              | [ 統計 11 ] |
| 2002年 | 714              | [ 統計 12 ] |
| 2003年 | 929              | [ 統計 13 ] |
| 2004年 | 970              | [ 統計 14 ] |
| 2005年 | 1,060            | [ 統計 15 ] |
| 2006年 | 1,183            | [ 統計 16 ] |
| 2007年 | 1,232            | [ 統計 17 ] |
| 2008年 | 1,341            | [ 統計 18 ] |
| 2009年 | 1,390            | [ 統計 19 ] |
| 2010年 | 1,409            | [ 統計 20 ] |
| 2011年 | 1,424            | [ 統計 21 ] |
| 2012年 | 1,418            | [ 統計 22 ] |
| 2013年 | 1,473            | [ 統計 23 ] |
| 2014年 | 1,487            | [ 統計 24 ] |
| 2015年 | 1,516            | [ 統計 25 ] |
| 2016年 | 1,501            | [ 統計 26 ] |
| 2017年 | 1,472            | [ 統計 27 ] |
| 2018年 | 1,549            | [ 統計 28 ] |
| 2019年 | 1,544            | [ 統計 29 ] |
| 2020年 | 1,250            | [ 統計 30 ] |
| 2021年 | 1,368            | [ 統計 31 ] |
| 2022年 | 1,434            | [ 統計 32 ] |

## 駅周辺
駅東側に琵琶湖があり、すぐ近くに水泳場がある。駅前を滋賀県道307号北小松大物線が通っているが、この道路を北へ進むと集落がある。駅西側は田が大きく広がっており、カントリーエレベーターが併設されている。この水田は駅北西側・駅南西側と滋賀県道558号高島大津線（旧・国道161号）の両側にも広がっており、比良山地沿いを通る志賀バイパス（国道161号）のすぐ近くまで続く。
- 比良山登山口（堂満岳、釈迦岳）
- びわこ成蹊スポーツ大学
- 北比良水泳場
- 紫雲山西福寺
- 福田寺
- 比良天満宮
- 比良里山クラブ
- 比良招福温泉（ホリデーアフタヌーン）
- 南比良農村広場
- 天然温泉 比良とぴあ
- 大津市立比良保育園
- JAレーク滋賀 志賀カントリーエレベーター
- 志賀バイパス比良ランプ（国道161号）
- 滋賀県道558号高島大津線
- 滋賀県道307号北小松大物線
- 滋賀県道322号比良山線
- 滋賀県道601号守山大津志賀自転車道線 - 当駅付近は滋賀県道307号線と重複。

## バス路線
滋賀県道307号線沿いに江若交通「比良駅」停留所があり、比良イン谷口への路線（比良登山線）が発着する。

## 隣の駅
西日本旅客鉄道（JR西日本）
 湖西線
■新快速・■快速
通過
■普通（一部JR京都線直通 高槻以西は快速）
近江舞子駅 (JR-B19) - 比良駅 (JR-B20) - 志賀駅 (JR-B21)

### 記事本文
1. 1 2 3  『週刊 JR全駅・全車両基地』 02号 大阪駅・神戸駅・鶴橋駅ほか77駅、朝日新聞出版〈週刊朝日百科〉、2012年8月12日、26頁。
2. ↑  「日本国有鉄道公示第90号」『官報』1974年7月5日。
3. ↑  「通報 ●湖西線山科・近江塩津間の開業について（旅客局）」『鉄道公報』日本国有鉄道総裁室文書課、1974年7月5日、3頁。
4. ↑  朝日新聞出版分冊百科編集部 編『週刊 歴史でめぐる鉄道全路線 国鉄・JR』 42号 阪和線・和歌山線・桜井線・湖西線・関西空港線、曽根悟 監修、朝日新聞出版〈週刊朝日百科〉、2010年5月16日、26頁。
5. ↑  『湖西線 比良駅バリアフリー設備の使用開始について』（PDF）（プレスリリース）西日本旅客鉄道、2023年3月10日。2025年1月23日閲覧。
6. ↑  “比良駅 | 駅情報：JRおでかけネット”.   西日本旅客鉄道. 2025年6月1日時点のオリジナルよりアーカイブ。2025年6月1日閲覧。
7. 1 2  “比良駅|時刻表”.   西日本旅客鉄道. 2022年9月16日閲覧。
8. ↑  “比良駅バスのりば案内図”.   江若交通. 2022年9月30日閲覧。

### 利用状況
1. 1 2  “移動等円滑化取組報告書（鉄道駅）（令和5年度）”.   西日本旅客鉄道. 2025年3月15日閲覧。
2. ↑  平成4年滋賀県統計書
3. ↑  平成5年滋賀県統計書
4. ↑  平成6年滋賀県統計書
5. ↑  平成7年滋賀県統計書
6. ↑  平成8年滋賀県統計書
7. ↑  平成9年滋賀県統計書
8. ↑  平成10年滋賀県統計書
9. ↑  平成11年滋賀県統計書
10. ↑  平成12年滋賀県統計書
11. ↑  平成13年滋賀県統計書
12. ↑  平成14年滋賀県統計書
13. ↑  平成15年滋賀県統計書
14. ↑  平成16年滋賀県統計書
15. ↑  平成17年滋賀県統計書
16. ↑  平成18年滋賀県統計書
17. ↑  平成19年滋賀県統計書
18. ↑  平成20年滋賀県統計書
19. ↑  平成21年滋賀県統計書
20. ↑  平成22年滋賀県統計書
21. ↑  平成23年滋賀県統計書
22. ↑  平成24年滋賀県統計書
23. ↑  平成25年滋賀県統計書
24. ↑  平成26年滋賀県統計書
25. ↑  平成27年滋賀県統計書
26. ↑  平成28年滋賀県統計書
27. ↑  平成29年滋賀県統計書
28. ↑  平成30年滋賀県統計書 (PDF)
29. ↑  令和元年滋賀県統計書 (PDF)
30. ↑  令和2年滋賀県統計書 (PDF)
31. ↑  令和3年滋賀県統計書 (PDF)
32. ↑  令和4年滋賀県統計書 (PDF)